# Love U More
„Love U More” – trzeci singel brytyjskiego zespołu Sunscreem, który został wydany 6 lipca 1992 roku przez Sony Soho Square. Singel został umieszczony na albumie O₃.

## Lista utworów
- Płyta gramofonowa (6 lipca 1992)[1]

A1 „Love U More” (Sunshine Valentine) – 8:55
A2 „Love U More” (Boys Dub) – 6:43
B1 „Love U More” (Heavy Club Mix) – 6:56
B2 „Love U More” (Band of Gypsies Mix) – 6:11

## Notowania na listach przebojów
| Kraj              | Lista (1993)    | Najwyższa pozycja |
| ----------------- | --------------- | ----------------- |
| Wielka Brytania   | Singles Top 100 | 23                |
| Australia         | Top 100 Singles | 30                |
| Stany Zjednoczone | Hot 100         | 36                |